# Senecio multibracteatus
Senecio multibracteatus là một loài thực vật có hoa trong họ Cúc. Loài này được Harv. miêu tả khoa học đầu tiên năm 1865.